# کاچاغاکابرد
کاچاغاکابرد (ارمنی: Կաչաղակաբերդ; انگلیسی: Kachaghakaberd) که یک قلعه کوهستانی در استان مارتاکرت جمهوری آرتساخ می‌باشد. این قلعه بک باروی مهمی برای شاهزاده‌نشین ارمنی خاچن در قرون وسطی بود. در ارتفاع بیش از ۱۷۰۰ متری واقع شده‌است. با صخره‌های افقی از جنس سنگ آهک با بلندی ۵۰–۶۰ متر احاطه شده‌است. برای ورود از سمت جنوب قلعه سختی وجود داشت.

## نگارخانه

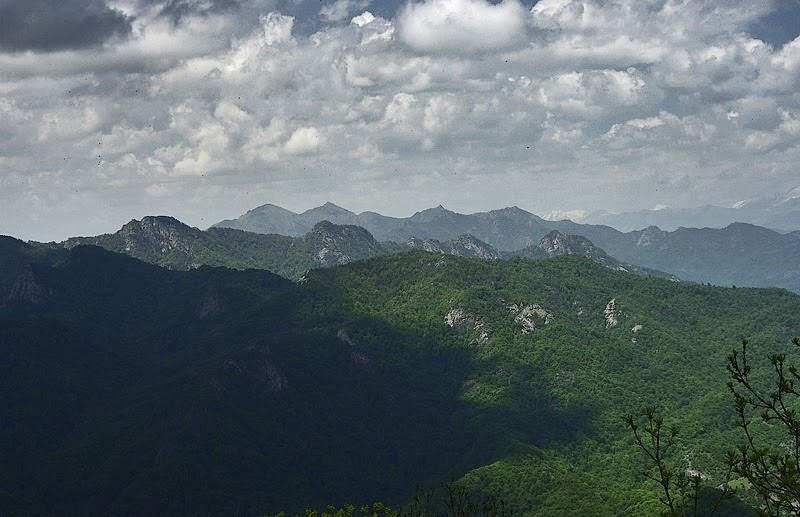
نمایی از برج
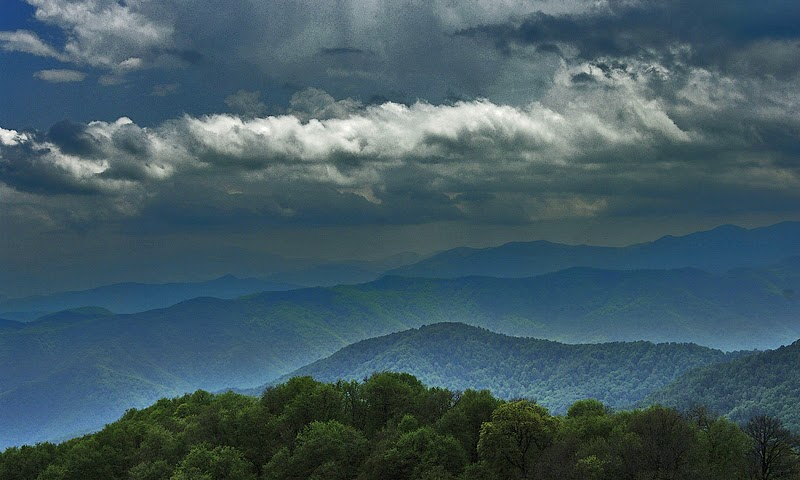
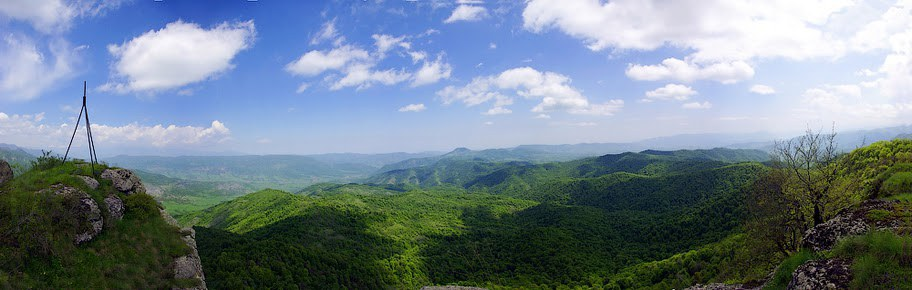
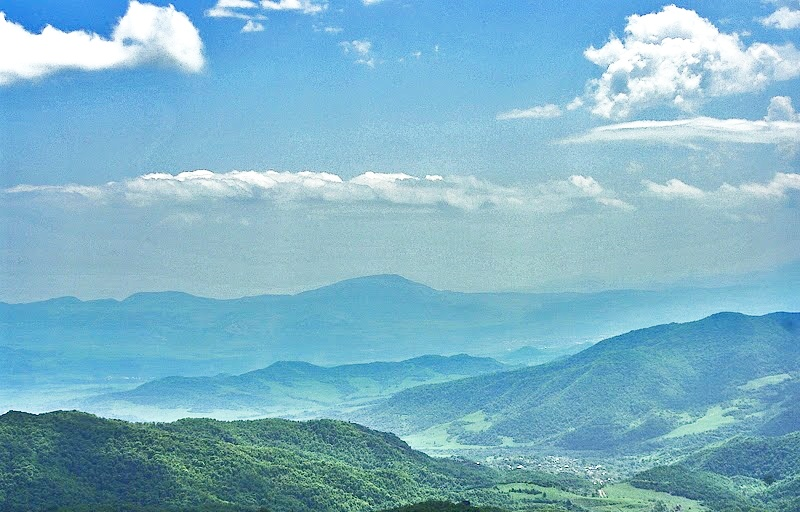
نمایی از روستای کولاتاک از برج
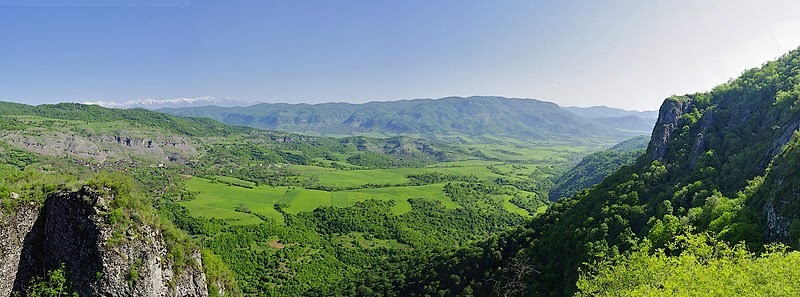
نمایی از روستای کولاتاک
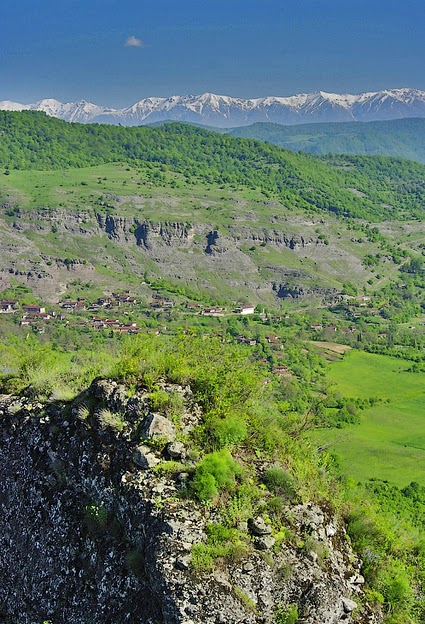
نمایی از روستای کولاتاک
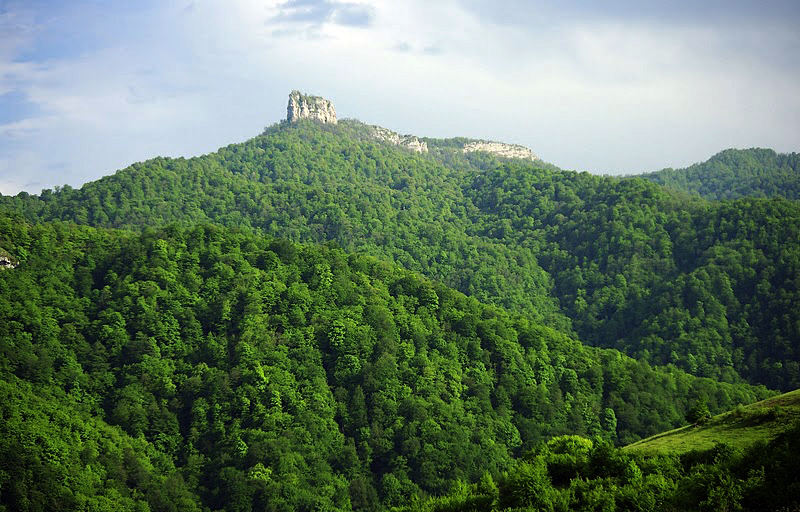